# Etersheim
Etersheim is een gehucht in de Noord-Hollandse gemeente Edam-Volendam. Etersheim is een onderdeel van het nabijgelegen dorp Oosthuizen.

## Geschiedenis
Het gehucht is rond het jaar 800 ontstaan en is daarmee een van de oudste woonkernen in de gemeente. De naam Etersheim, zoals de plaats in een oorkonde van 1277 genoemd wordt, betekent betekent "heem" (woonplaats) van waarschijnlijk de Friese persoonsnaam Etter. In 1398 gaf graaf Albrecht van Holland-Beieren Etersheim in leen aan Gerrit van Heemskerk, die op dat moment ook de heerlijkheid van Oosthuizen bezat, vanwege diens belofte om op eigen kosten met tweehonderd mannen de graaf bij te staan in de tocht naar Stavoren.
Het Etersheim van voor 1200 bestaat tegenwoordig vrijwel niet meer. Het destijds nog grote dorp, dat toen aan de monding van de Ooster Ee lag, is grotendeels verdwenen door verschillende watersnoden vanuit de nabijgelegen Zuiderzee. In 2001 werd bij een archeologische duik een L-vormige tufstenen fundering gevonden. Mogelijk is dit een restant van de originele kerk van het dorp. 8 jaar later, in augustus 2009 is op de bodem van het Markermeer een sarcofaag uit de 12e eeuw gevonden. Deze lag in het verdronken dorp van Etersheim. Deze sarcofaag bevindt zich, na enige tijd in de Grote Kerk van Oosthuizen te zijn getoond, sinds 2014 in het Huis van Hilde.

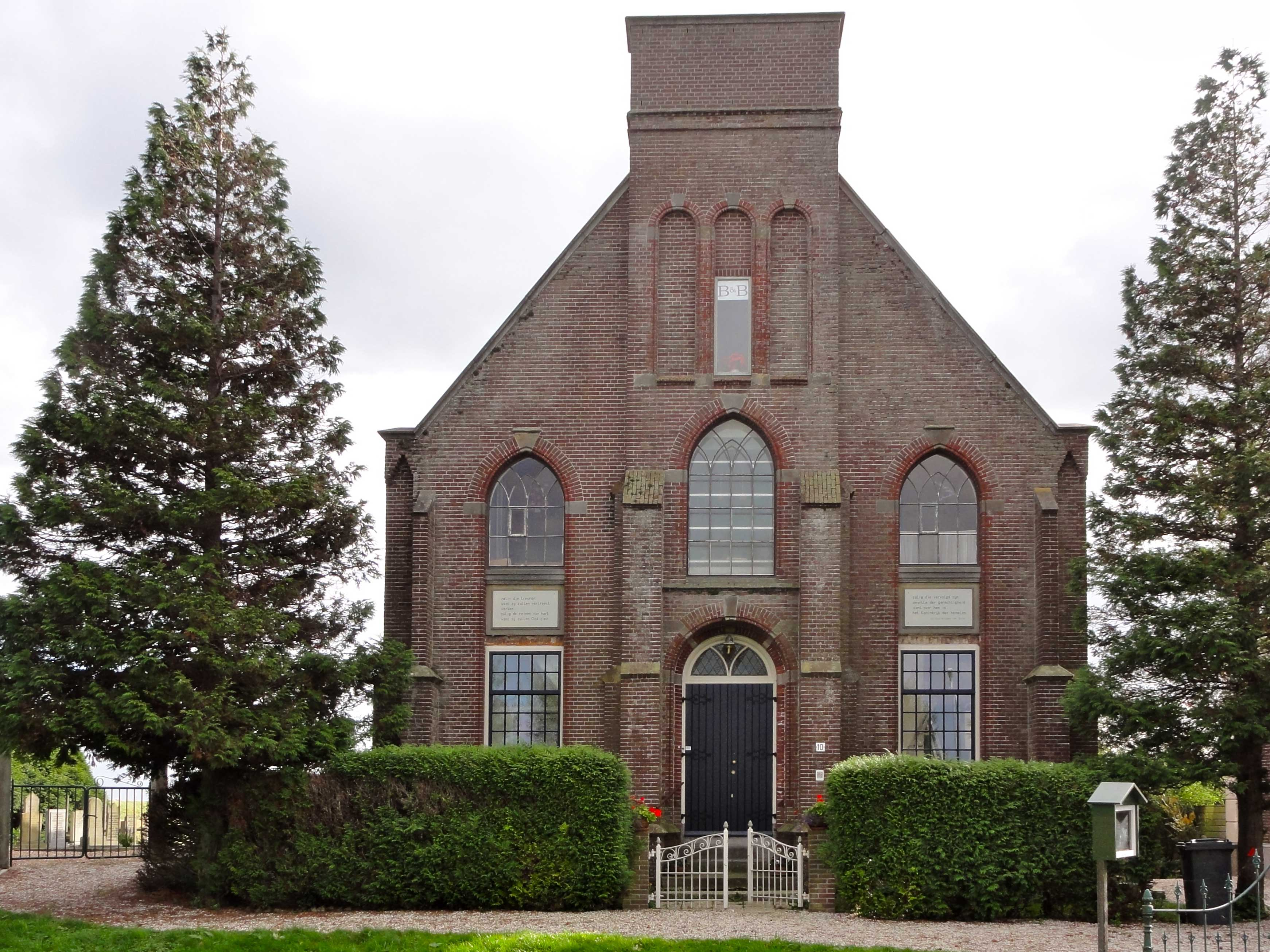
Kerkgebouw in Etersheim

Een opvallend gebouw is het kerkje zonder toren. Rond 1730 werd door de Etersheimers een kerk in hun nieuwe, binnendijks gelegen, dorp gebouwd. Vanwege bouwvalligheid is deze eind 19e eeuw afgebroken en is er een nieuwe Nederlands Hervormde kerk gebouwd. Bij de herbouw werden de oude stenen hergebruikt. In de jaren zeventig werd de inmiddels leegstaande kerk verhuurd aan de Kerk van Satan. De grote toren van de nieuwe kerk is in de jaren tachtig van de 20e eeuw vanwege de bouwvallige staat afgebroken, waardoor het kerkje zijn kenmerkende uiterlijk heeft gekregen. Sinds 2002 is het gebouw in gebruik als woonruimte en als bed & breakfast.
Een bekende Etersheimer was Cornelis Johannes Kieviet, schrijver van onder andere de boeken over Dik Trom. Hij was van 1883 tot 1902 het hoofd van de dorpsschool. Het schoolgebouw en de onderwijzerswoning zijn in 2012 verbouwd tot kinderboekenmuseum Het Schooltje van Dik Trom. Het Dik Trompad is een wandeling speciaal voor kinderen. In de pastorie woonde gedurende zijn eerste levensjaren Kristofer Schipper (later de belangrijkste Nederlandse sinoloog van de  20e eeuw), met zijn moeder, de kinderboekenschrijfster Johanna E. Kuiper, die gehuwd was met de nog jonge dominee Schipper van het kerkje.
Tot 1 januari 2016 behoorde Etersheim tot de gemeente Zeevang. Als gevolg van een gemeentelijke herindeling werd de gemeente Zeevang bij Edam-Volendam gevoegd.

## Bezienswaardigheden
Even buiten het plaatsje staat de Etersheimer Braakmolen, een poldermolen die als bezoekerscentrum is ingericht en tijdens de weekenden, en in de zomer vaker, te bezoeken is. Sinds 2022 staat hier ook het archeologisch minimuseum De Waterwolf, dat archeologische vondsten toont die bij de werkzaamheden aan de nabijgelegen dijk zijn gevonden.